# 世紀末博狼伝サガ
『世紀末博狼伝サガ』（せいきまつばくろうでんサガ）は、宮下あきらによる日本の漫画作品。協力は来賀友志。
『スーパージャンプ』（集英社）にて、1995年10号から1998年18号まで連載された。単行本は全9巻。

## あらすじ
ホテルマンである松尾はある日、高級車から降りてきて美女を侍らせた男サガに出会う、
スィートルームを予約し、チップを札束で渡してくる、いかにも金持ちといった男であった。
そして1週間後、夜勤明けの早朝の新宿駅近郊を歩いていると、乞食風の男に1000円札を片手に博打の勝負を挑まれる。その男は他でもない、あの羽振りの良い、スィートルームに泊まった筈の男であった…。

## 主人公
サガ (ザ・ギャンブラー・サガ)
本作の主人公。自他共に認めるギャンブラーであり、ギャンブルで生計を立て、博打以外は何もしないことを信条としている。金の為、己の為、そして友の為に数々の勝負に挑んでいく。金がある時は高級ホテルのスィートルームで寝泊まりするが、（博打で負けて）無一文になるとホームレス同然の姿となる。

## 主な登場人物
松尾 純一（まつお じゅんいち）
高級ホテル「ホテルシェルトン」で働くホテルマンの青年。自身の勤めるホテルのスイートルームに泊まった1週間後には無一文になっていた男サガに興味を持ち、行動を共にする。以降は友人として何かとサガを世話し、盆裁決編・パチンコ編では相方として活躍する。
夏目 銀之介（なつめ ぎんのすけ）
パチンコ編で登場。伝説の釘師と言われた、パチンコのプロ。サガと同じ病院に糖尿病で長期入院しており、剣城に敗れたサガへ修行を施す。
中瀬 茂吉（なかせ もきち）
手本引き編から登場。業界No.1 の陸上輸送会社・中瀬運輸の会長。裏社会の情報を集める為、仕事の合間に個人タクシーの運転手に身を扮していた。客として乗ってきたサガと知り合い、自分の因縁の相手である天野への復讐の為の手本引きでの代打ちを依頼する。以降は松尾と同じく何かとサガを世話し、ゴルフ編では彼のキャディとして活躍する。
笹山 光二（ささやま こうじ）
裏のプロゴルファー。一人息子「信一」がいる。路見辺(じみへん)会に半ば飼われる形で所属しており、次の裏プロ選手権での優勝を条件に自由の身になることを約束していた所を、凶弾に倒れる。そして自分の代わりをサガに託す。
アラシの梅甚（うめじん）
自称サガの師匠。サガに博打のイロハを教えたものの、行く先々の賭場でトラブルがあるとサガを身代りにしたりする等、お調子者でしたたかな一面が強い。昔罠に嵌められたことで、刑務所に服役していた。出所時サガの所を訪れるが、余命わずかであり、自分をかつて罠に嵌めた男（安岡）と最後の勝負を挑む。

## ライバルたち
宗 民嶺 (そう みんれい/ゾン・ミンリン)
香港人。盆裁決編から登場。暴力団の盆栽決で蛇勇組の代打ちとして来日する。様子見で訪れた歌舞伎町の高レート麻雀でサガと偶然出会いパンクさせるが、サガが醜英会の代打ちとなったことで、盆栽決の場で再戦こととなる。察相学という表情や筋肉の動きで相手の思考や行動を読むことを得意とする。手本引き編で再登場し、火の手が迫る中、命懸けで最後の勝負をするサガ・闇竜を見届け、焼け落ちる寺からサガ達と共に脱出する。
剣城 茂樹（けんじょう しげき）
パチンコ編で登場。盆栽決でサガに敗れた蛇勇組に恩があり、偶然パチンコ店で居合わせたサガと勝負をすることになる。その後、夏目の下で修業したサガと大金を賭け再戦することとなる。
お京/京子（おきょう）
手本引き編で登場。勝負の為、京都に入ったサガと一夜を共にするが、それは自分の持つ「寝た男の運気を吸い取る」力を使い、サガのツキを奪うことが目的であった。第一の胴師としてサガと対峙する。
神崎 聖人（かんざき まさと）
手本引き編で登場。わずか20歳にしてプロ将棋の七大タイトル（連載当時）全てを獲得したという超天才の将棋棋士で、第二の胴師として現れる。いわゆる数学的・論理的な理詰めを得意とし、客を手玉にとる。
闇竜（やみりゅう）
「祇園の闇竜」の二つ名を持つ盲目の同師、本名は西尊寺（さいそんじ）。手本引き編で第三の胴師として登場しサガと戦うこととなる。「究極の胴師」となる為に自ら目を潰した過去を持つ。ゴルフ編で再登場し、サガ、ノーメンと共に決勝ラウンドを戦った。玉三郎というキャディ役を務める犬を連れていた。
リチャード・ノーメン
米国人。ゴルフ編で登場。重病の息子がおり、莫大な手術代を必要としていた。賞金目当てで裏プロ選手権に出場する。世界一の表ゴルファー。
宗 趙盾（ゾン・チャオドウン）
宗 民嶺の弟。兄と同じく察相学を取得している。マカオ編で登場し、「ゴールデン・ドラゴン・パーティー」でサガと戦うことになる。
マイケル・チャン
世界一のポーカープロ。風水師で気脈からの読みを得意とする。マカオ編で登場し、「ゴールデン・ドラゴン・パーティー」でサガ・宗趙盾と三つ巴の戦いを繰り広げることとなる。

## 作中に登場したギャンブル
バカラ (トランプゲーム)
チンチロリン
麻雀
パチンコ
手本引き
ゴルフ
ブラックジャック
ポーカー（スタッド・ポーカー）
競馬
おいちょかぶ
ルーレット

## オリジナルビデオ
1997年に、2作製作された。

### キャスト
- サガ：金井茂
- 斉藤陽一郎
- 森崎めぐみ
- 出光元
- 鹿内孝
- 草薙良一

### スタッフ
- 監督：高瀬将嗣
- 製作：須崎一夫
- 脚本：大久保智康
- 撮影：林淳一郎

## パチンコ
2013年にサミーより『ぱちんこCR世紀末銀狼伝サガ』のタイトルでパチンコ化が発表された。